# International Somalia Contact Group
De International Somalia Contact Group is een informele groep van hoofdzakelijk westerse VN-ambassadeurs die in juni 2006 werd opgericht op het hoofdkwartier van de Verenigde Naties in New York. Ze heeft tot doel "vrede en verzoening" te ondersteunen in Somalië. Ze beraadslaagt over het conflict in Somalië tussen de Unie van Islamitische Rechtbanken, verscheidene krijgsheren, de uitgeweken Somalische regering en het buurland Ethiopië. Daarnaast wilde de V.S. garanties dat Somalië geen vrijhaven zou worden voor moslimterroristen.

## Leden
De oorspronkelijke leden van de groep waren:
- De Verenigde Staten – was de initiatiefnemer van deze groep. Somalië was een van de weinige landen die geen relaties onderhield met de Verenigde Staten[2]
- Noorwegen – zat de eerste samenkomst voor.
- Italië
- Zweden
- Tanzania
- Verenigd Koninkrijk
- De Raad van de Europese Unie en de Europese Commissie

Uitgenodigd als waarnemer waren:
- De Afrikaanse Unie
- De Intergovernmental Authority on Development
- De Arabische Liga die de belangen van de Unie van Islamitische Rechtbanken verdedigde.
- De Verenigde Naties[3]

Kenia schijnt er misnoegd over te zijn geweest niet te zijn uitgenodigd om tot de groep toe te treden.